# 이치이시 사유리
이치이시 사유리(一石小百合, 1964년 1월 1일 ~ , 가나가와현 출생)는 포켓몬 애니메이션 시리즈의 수석 애니메이션 캐릭터 디자이너이지만 다른 애니메이션 타이틀에도 참여했다. 작업은 스기모리 켄을 밀접하게 따라 포켓몬과 켄의 캐릭터를 애니메이션으로 옮기는 것이다. 사유리는 애니메이션 전용 캐릭터도 디자인한다.

## 캐릭터 디자인 작품
- 포켓몬스터 (TV)
- 극장판 포켓몬스터: 뮤츠의 역습
- 극장판 포켓몬스터: 루기아의 탄생
- 극장판 포켓몬스터: 결정탑의 제왕 앤테이
- 극장판 포켓몬스터: 세레비 시간을 초월한 만남
- 극장판 포켓몬스터: 물의 도시의 수호신 라티아스와 라티오스
- 극장판 포켓몬스터 AG: 아름다운 소원의 별 지라치
- 극장판 포켓몬스터 AG: 열공의 방문자 테오키스
- 극장판 포켓몬스터 AG: 뮤와 파동의 용사 루카리오
- 극장판 포켓몬스터 AG: 포켓몬 레인저와 바다의 왕자 마나피
- 아가사 크리스티의 명탐정 포와로와 마풀